# Portogloboviridae
Portogloboviridae es una familia de virus que infectan arqueas hipertermófilas. Son similares a los virus del  Halopanivirales con quien esta emparentado.

## Descripción
Los viriones de esta familia tienen una cápside con geometría icosaedrica y una envoltura vírica que protege el material genético. El diámetro es de 83 a 87 nanómetros. El genoma es circular y de ADN bicatenario con una longitud de 20.222 pb. El genoma contiene 45 marcos de lectura abiertos (ORF), que están estrechamente dispuestos y ocupan el 89,1% del genoma. Los ORF son generalmente cortos, con una longitud media de 103 codones. Los viriones tienen 10 proteínas que oscilan entre 20 y 32 kDa. Una es en rollo de gelatina vertical (SJR-MCP). De estas proteínas 8 codifican para la cápside y dos para la envoltura vírica. La entrada en la célula huésped se realiza por penetración. La replicación viral se produce por infección crónica sin ciclo lítico.